# فيليب زيولتشنير
فيليب زيولتشنير (بالألمانية: Philipp Zulechner)‏ (12 أبريل 1990 بفيينا في النمسا - ) هو لاعب كرة قدم نمساوي في مركز الهجوم. شارك مع منتخب النمسا تحت 20 سنة لكرة القدم ومنتخب النمسا لكرة القدم. أما مع النوادي، فقد لعب مع أدميرا فاكر مودلينغ وأوستريا فيينا ونادي ريد بل سالزبورغ ونادي غروديغ ونادي فرايبورغ ونادي يانغ بويز وSV Horn ‏.

## وصلات خارجية
- فيليب زيولتشنير على موقع اتحاد النرويج (النرويجية)
- فيليب زيولتشنير على موقع قاعدة بيانات كرة القدم.إي يو (الإنجليزية)
- فيليب زيولتشنير على موقع بيانات كرة القدم. دي إي (الألمانية)
- فيليب زيولتشنير على موقع ناشيونال فوتبول تيمز (الإنجليزية)
- فيليب زيولتشنير على موقع Soccerway.com (الإنجليزية)
- فيليب زيولتشنير على موقع عالم كرة القدم.نت (الإنجليزية)
- فيليب زيولتشنير على موقع AS.com (الإسبانية)